# حديقة الغابة المتحجرة الوطنية
حديقة الغابة المتحجرة الوطنية (بالإنجليزية: Petrified Forest National Park) هي حديقة وطنية أمريكية تقع في مقاطعتي نافاجو واباتشي في شمال شرق ولاية أريزونا. ترجع تسمية الحديقة إلى رواسبها الكبيرة من الخشب المتحجر، وتغطي حوالي 346 ميلاً مربعاً (900 كم²)، وتشمل سهوب شبه صحراوية بالإضافة إلى الأراضي الوعرة شديدة التآكل والملونة. يقع المقر الرئيسي للحديقة على بعد حوالي 26 ميلاً (42 كم) شرق هولبروك على طول الطريق السريع 40 (I-40)، والذي يوازي خط ترانسكون الجنوبي للسكك الحديدية ونهر بويركو وطريق الولايات المتحدة التاريخي 66، جميعهم يعبرون المتنزه بين الشرق والغرب تقريبًا. تم إعلان الموقع الذي يمتد الجزء الشمالي منه إلى الصحراء الملونة، نصباً تذكاريا في عام 1906 ومنتزهًا وطنيًا في عام 1962. واستقبلت الحديقة 644.922 زائرًا ترفيهيًا في عام 2018.
يبلغ متوسط ارتفاع المنتزه حوالي 5400 قدم (1600 متر)، ويتميز بمناخ جاف عاصف بدرجات حرارة تبلغ في أعلى مستوياتها في الصيف حوالي 100 درجة فهرنهايت (38 درجة مئوية) وأدنى مستوياتها في الشتاء أقل من درجة التجمد. تم العثور على أكثر من 400 نوع من النباتات، كما تشمل مجموعة متنوعة من الحيوانات مثل الظبيان الأمريكية، والقيوط، والوشوق الحمراء، والعديد من الحيوانات الصغيرة، مثل فئران الأيل والثعابين والسحالي، وسبعة أنواع من البرمائيات، وأكثر من 200 نوع من الطيور، بعضها مقيم دائم والعديد منها مهاجرة. تم تخصيص حوالي ثلث الحديقة 50.260 فدانًا (79 ميل²؛ 203 كم²) كمنطقة طبيعية.
تشتهر الغابة المتحجرة بالحفرياتها، وخاصة بقايا الأشجار التي عاشت في أواخر العصر الثلاثي، منذ حوالي 225 مليون سنة. تشكل الرواسب التي تحتوي على جذوع الأشجار الأحفورية جزءًا من تكوين تشينلي الواسع الانتشار والذي يتميز بألوانه اللافتة، والذي استمدت منه الصحراء الملونة اسمها. منذ حوالي 60 مليون عام، تم دفع هضبة كولورادو، التي تعد الحديقة جزءًا منها، إلى أعلى بفعل القوى التكتونية وتعرضت لتآكل متزايد. تمت إزالة جميع طبقات الصخور في المنتزه فوق تشينلي، باستثناء الطبقات الحديثة جيولوجيًا الموجودة في أجزاء من الحديقة بفعل الظواهر الطبيعية. بالإضافة إلى الأشكال المتحجرة تضمنت الحفريات الموجودة في الحديقة السرخس من العصر الثلاثي، والسيكاسيات ،الجنكة، والعديد من النباتات والحيوانات الأخرى بما في ذلك الزواحف العملاقة التي تسمى فيتوصورات، والبرمائيات الكبيرة، والديناصورات المبكرة. كان علماء الحفريات يكتشفون ويدرسون حفريات الحديقة منذ أوائل القرن العشرين.
وصل السكان الأوائل للحديقة منذ 8.000 عام على الأقل. قبل حوالي 2000 عام، كانوا يزرعون الذرة في المنطقة وبعد ذلك بوقت قصير قاموا ببناء منازل على شكل حفر، كما قام السكان اللاحقون ببناء مساكن فوق الأرض تسمى بويبلوس. على الرغم من أن المناخ المتغير تسبب في التخلي عن آخر بويبلو في الحديقة بحلول عام 1400 م، إلا أن أكثر من 600 موقع أثري بما في ذلك النقوش الصخرية، تم اكتشافها في الحديقة. وفي القرن السادس عشر، زار المستكشفون الإسبان المنطقة، وبحلول منتصف القرن التاسع عشر، قام فريق أمريكي بمسح للمنطقة التي تقع فيها الحديقة الآن ولاحظوا الخشب المتحجر. في وقت لاحق شكلت الطرق والسكك الحديدية التي تم مدها عبر ولاية أريزونا سببا في جلب السياحة للمنطقة، وقبل صدور قانون الآثار الذي صنف المنطقة كنصب تذكاري سنة 1906 شكلت إزالة الأحافير وسرقة الخشب المتحجر مشكلة حقيقية حيث انتشرت على نطاق واسع. ولا تزال هذه الظاهرة منتشرة بالرغم من تصنيف المنطقة كمنتزه وطني سنة 1962.

## الجغرافيا
تقع حديقة الغابة المتحجرة على الحدود بين مقاطعة أباتشي ومقاطعة نافاجو في شمال شرق ولاية أريزونا. يبلغ طول الحديقة حوالي 30 ميلاً (50 كم) من الشمال إلى الجنوب، ويختلف عرضها من الشمال إلى الجنوب من حوالي 12 ميلاً (20 كم) في الشمال إلى ما لا يقل عن ميل واحد (1.6 كم) على طول ممر ضيق بين في الشمال والجنوب، ثم يتسع عرض الحديقة مرة أخرى من حوالي 4 إلى 5 أميال (6 إلى 8 كم).
يقطع كل من الطريق السريع إي-40، والطريق السريع رقم 66 السابق، والسكة الحديدية لبي أن أس أف، ونهر بويركو المنتزه بين الشرق والغرب. وتقع مدينة أدامانا وهي مدينة أشباح، على بعد حوالي ميل واحد (1.6 كم) غرب المنتزه على طول مسارات بي أن أس أف. فيما تقع مدينة هولبروك على بعد حوالي 26 ميلاً (40 كم) غرب مقر المنتزه على طول الطريق إي-40، وهي أقرب مدينة إليه. يعبر المنتزه من الشمال إلى الجنوب طريق بارك، والذي يمتد بين إي-40 بالقرب من مقر المنتزه في الشمال حتى الطريق السريع التاريخي 180 الذي يشق الحافة الجنوبية للحديقة. كما تتقاطع العديد من طرق الصيانة غير المعبدة، والمغلقة أمام العامة (مثل الطريق 66)، مع طريق بارك في نقاط مختلفة من المنتزه.

## أنظر أيضا
- حديقة بيناكلز الوطنية
- منتزه جبل روكي الوطني
- حديقة ثيودور روزفلت الوطنية
- حديقة مضايق كيناي الوطنية
- منتزه الرمال البيضاء الوطني
- قائمة حدائق الولايات المتحدة الوطنية

## وصلات خارجية
- إدارة المتنزهات الوطنية (الموقع الرسمي)